# Nick Stephens

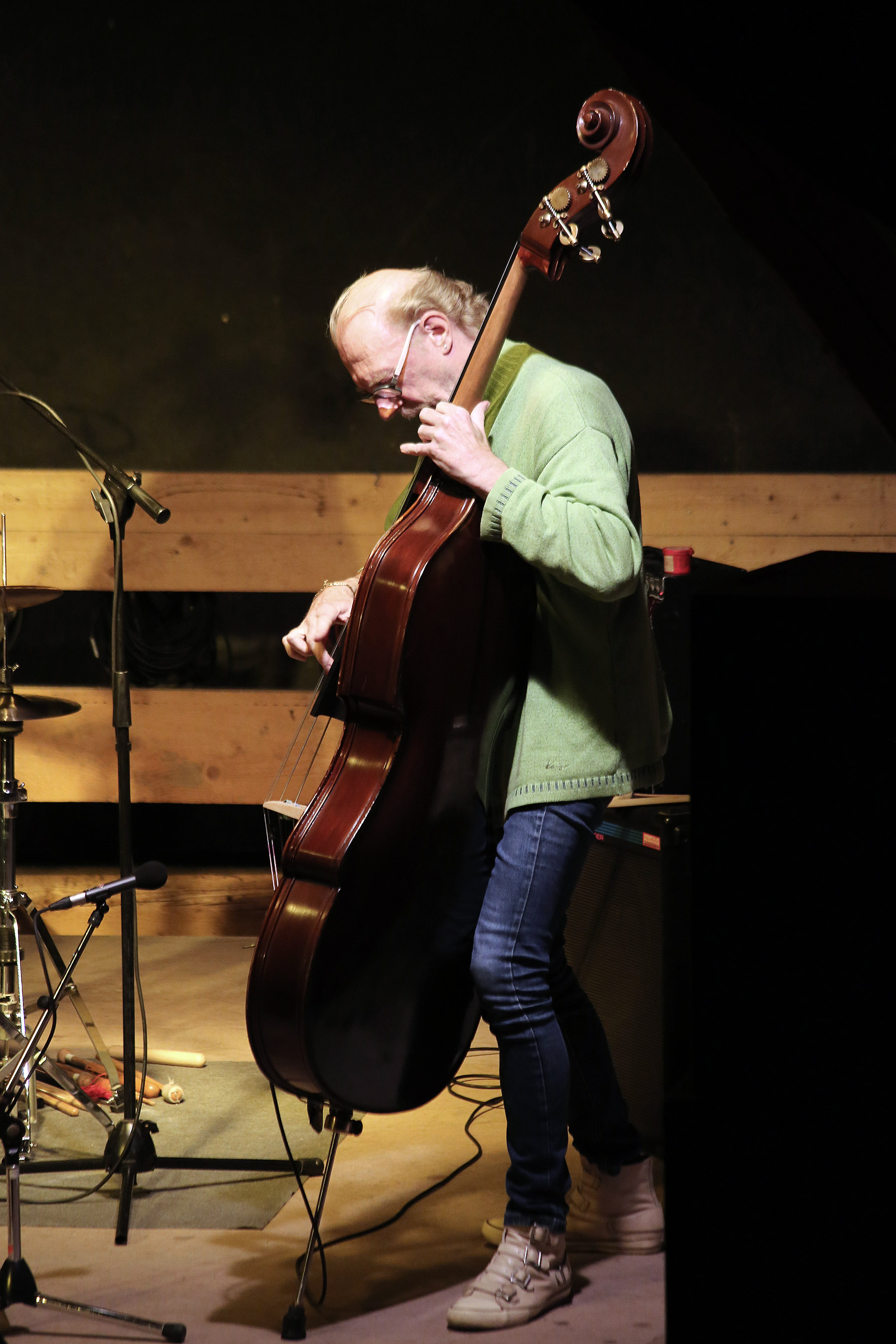
Nick Stephens (2013)

Nick Stephens (* 1946 in Sutton Cornfield) ist ein britischer Bassist und Komponist des Free Jazz und der neuen Improvisationsmusik.

## Leben und Wirken
Stephens begann seine Karriere als Bassgitarrist in Rhythm-and-Blues-Clubs und Basen der US-Army. 1966 wechselte er zum Kontrabass und spielte im Midlands Youth Jazz Orchestra. 1976 begann seine Zusammenarbeit mit dem Avantgarde-Schlagzeuger John Stevens: Er spielte in dessen Formation Away, in der zunächst als weiterer Bassist Ron Herman tätig war. Außerdem gehörte er John Stevens’ Formationen Dance Orchestra (teilweise mit John Martyn), Accent, Freebop (ab 1985) und Fast Colour (mit Dudu Pukwana und Harry Beckett) an; er arbeitete mit Stevens bis zu dessen Tod im Jahr 1994. Daneben verfolgte er auch eigene Projekte, wie das Nick Stephens Septet mit dem jungen Courtney Pine sowie das Ensemble North Atlantic Drift mit dem norwegischen Saxophonisten Frode Gjerstad. Als Komponist tat er sich auf seinem 1988/89 entstandenen Album Live at Plough Stockwell hervor, an dem Jon Corbett, Annie Whitehead, Chris Biscoe und Mark Sanders mitwirkten.

1994 erneuerte Stephens die Zusammenarbeit mit Gjerstad; sie spielten auf einem Londoner Festival die Musik von John Stevens; danach bildeten Nick Stephens und Frode Gjerstad ein Quartett mit dem Schlagzeuger Terje Isungset und Paul Rutherford (Calling Signals). Später kamen der Schlagzeuger Louis Moholo und der dänische Gitarrist Hasse Poulsen hinzu. Nach einigen Festival-Auftritten und Konzerten in Norwegen und England entstand 1996 das Album Calling Signals.

2008 spielte er zumeist im Trio mit dem Saxophonisten Paul Dunmall und dem Schlagzeuger Tony Marsh sowie im Trio mit Frode Gjerstad und dem Schlagzeuger Paal Nilssen-Love; trat aber auch mit Gjerstads Circulasione Totale Orchestra auf.

Nick Stephens wirkte außerdem an Aufnahmen des David Panton Trio und von Jon Corbett mit.

## Diskografische Hinweise
- North Atlantic Drift (Falcata Galia) Duo mit Frode Gjerstad
- This That And The Other (Loose Torque) Trio mit Lol Coxhill und Frode Gjerstad
- Calling Signals (Loose Torque) mit Frode Gjerstad, Louis Moholo und Hasse Poulson
- Nick Stephens Septet At The Plough Stockwell (Loose Torque, 1988/89)
- Gjerstad Stephens Hession Live at The Termite Club (LT), mit Paul Hession
- Calling Signals Dreams in Dreams (FMR)
- Calling Signals Live in the UK (FMR)
- Instinctual Eye Born in Brooklyn (Barking Hoop)
- Fred Lonberg-Holm / Nick Stephens: Crackle: Six improvisations for Cello and Double Bass (Loose Torque, 2014)